# Faramea juruana
Faramea juruana är en måreväxtart som beskrevs av Kurt Krause. Faramea juruana ingår i släktet Faramea och familjen måreväxter. Inga underarter finns listade i Catalogue of Life.